# Adolfo López Mateos, Quintana Roo
Adolfo López Mateos är en ort i Mexiko.   Den ligger i kommunen José María Morelos och delstaten Quintana Roo, i den östra delen av landet, 1 100 km öster om huvudstaden Mexico City. Adolfo López Mateos ligger 33 meter över havet och antalet invånare är 309.
Terrängen runt Adolfo López Mateos är huvudsakligen platt. Adolfo López Mateos ligger nere i en dal. Runt Adolfo López Mateos är det mycket glesbefolkat, med 5 invånare per kvadratkilometer. Närmaste större samhälle är Chunhuhub, 11,3 km sydost om Adolfo López Mateos. I omgivningarna runt Adolfo López Mateos växer i huvudsak städsegrön lövskog.